# Briciole sul mare
Briciole sul mare è un film del 2016 scritto, diretto e interpretato da Walter Nestola.

## Trama
Un pescatore si addormenta dopo un giorno di pesca e si risveglia in un posto mai visto prima, dove avrà modo di conoscere tante persone, tra queste, Salvo. Sarà testimone di un omicidio. Quando tutto sembra risolto, un colpo di scena trasformerà la storia in una commedia grottesca.

## Produzione
Il film è stato girato a Marsala (Sicilia), Copertino (Puglia) e alcune scene negli Stati Uniti a New York City. Interamente prodotto da Studio Chirco, edizioni musicali e cinema di Crema.

## Distribuzione
La prima del film si è tenuta al cinema Caravaggio di Roma il 7 Aprile 2016, successivamente diverse presentazioni in tutta Italia e negli Stati Uniti d'America.
Il film esce nelle sale cinematografiche italiane l'8 aprile 2016 e distribuito in home video dalla 30 Holding (DVD) il 24 novembre 2016. Dal 2021 il film è su Sky Italia, Amazon Prime Video, Chili ed altre piattaforme.